# Cornice Mountain (Stikine Icecap)
Cornice Mountain är ett berg i Kanada.   Det ligger i provinsen British Columbia, i den västra delen av landet, 4 000 km väster om huvudstaden Ottawa. Toppen på Cornice Mountain är 1 484 meter över havet, eller 131 meter över den omgivande terrängen. Bredden vid basen är 0,49 km.
Terrängen runt Cornice Mountain är huvudsakligen bergig.Trakten runt Cornice Mountain är nära nog obefolkad, med mindre än två invånare per kvadratkilometer.. Det finns inga samhällen i närheten. 
Trakten runt Cornice Mountain är permanent täckt av is och snö.